# باربارا بوکان
باربارا بوکان (انگلیسی: Barbara Buchan؛ زادهٔ ۱۹۵۵/۱۹۵۶ (۶۸–۶۹ سال)) ورزشکار ورزش دوچرخه‌سواری و از برندگان مدال طلا پارالمپیک اهل ایالات متحده آمریکا است.

## جوایز و افتخارات
وی در مسابقات کشوری و بین‌المللی در مجموع برندهٔ ۲ مدال طلا، ۱ مدال نقره شده است.

## تحصیلات
وی از دانش‌آموختگان دانشگاه ایالتی بویزی است.